# OMC (zespół muzyczny)
OMC, znany także jako Otara Millionaires Club – nowozelandzki zespół muzyczny, założony w 1993 roku przez Philippa oraz Pauly’ego Fuemana’ego i uznawany za grupę jednego przeboju dzięki światowej popularności utworu „How Bizarre”.

## Historia zespołu
Zespół Otara Millionaires Club został wymyślony w 1993 roku przez Phillipa Fuemana’ego, wcześniej grającego w grupach muzycznych Houseparty oraz Fuemana. Muzyk do współpracy nad projektem zaprosił swojego młodszego brata, Pauly’ego Fuemana’ego, z którym nagrał na wydany przez producenta Alana Janssona album Proud: An Urban-Pacific Streetsoul Compilation utwory „We R The OMC” oraz „Bassed on a Lost Cause”. Wkrótce potem zespół został ograniczony do Pauly’ego jako wokalisty oraz Janssona jako twórcy piosenek. 
15 grudnia 1995 roku zespół wydał singel „How Bizarre”, który promował debiutancki album eponimiczny. Utwór znalazł się na szczytach list przebojów w Austrii, Kanadzie, Australii i Nowej Zelandii. W 1996 roku piosenka zdobyła nagrodę w kategorii Single of the Year podczas ceremonii New Zealand Music Awards.

## Dyskografia
Opracowano na podstawie materiału źródłowego.
Albumy
- 1996: How Bizarre

Single
- 1994: „We R The OMC”
- 1995: „How Bizarre”
- 1996: „Right On”
- 1996: „On the Run”
- 1997: „Land of Plenty”
- 1997: „I Love L.A.”
- 2007: „4 All of Us” (feat. Lucy Lawless)